# Festival de la Canción de Eurovisión 2005

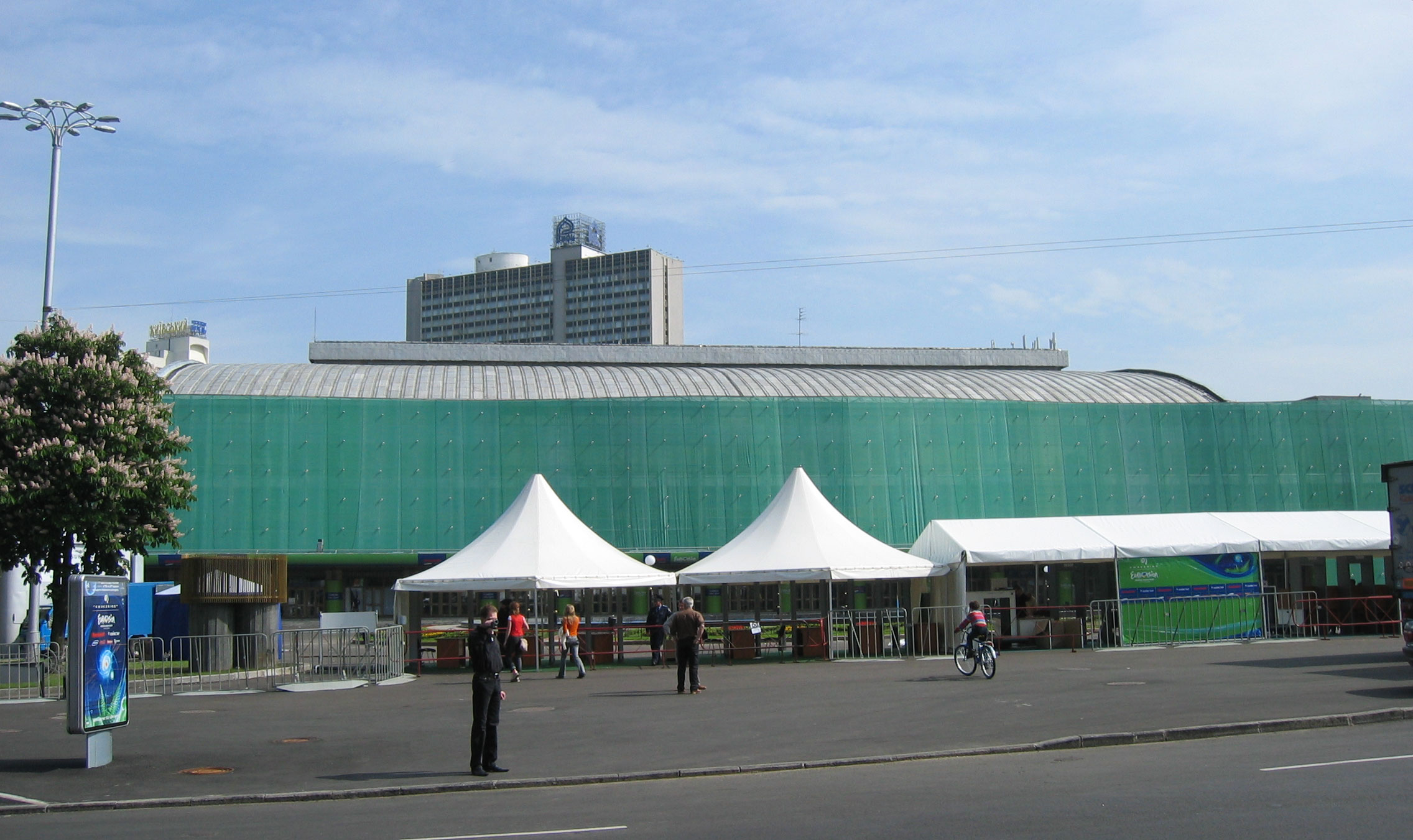
Palacio de los Deportes de Kiev, sede del festival

El Festival de la Canción de Eurovisión se celebró en Kiev, Ucrania, los días 19 y 21 de mayo de 2005. En la semifinal del día 19, 10 de los 25 países con las puntuaciones más altas de la semifinal se unieron a los 14 países ya preclasificados en la final. Ambos eventos se retransmitieron por toda Europa. El Festival, que se realizó desde el Palacio de los Deportes, en el centro de Kiev, contó con un aforo de 6000 espectadores. Los organizadores esperaban que este espectáculo impulsase la imagen de Ucrania en el mundo y que aumentara el turismo, mientras que el nuevo gobierno del país afirmó que esperaban que sirviera como modesto impulso para que Ucrania consiguiera ser a largo plazo miembro de la Unión Europea.
Bulgaria y Moldavia participaron por primera vez, mientras que Hungría volvió tras su paréntesis desde 1998. Se esperaba que Líbano hiciera también su primera aparición pero fue forzado a retirarse después de anunciar que incluiría un bloque comercial durante la interpretación de la cantante de Israel. Los presentadores del evento fueron Maria "Masha" Efrosinina y el disc-jockey Pavlo "Pasha" Shylko, junto con la ganadora del concurso anterior, Ruslana, y los famosos hermanos boxeadores ucranianos Vitali y Wladimir Klitschko. El ganador recibió un trofeo especial de la mano del presidente de la República de Ucrania, Víktor Yúshchenko.
Grecia, Malta y Rumania, así como la retirada Líbano eran las favoritas para hacerse con el triunfo.
La ganadora fue la canción griega "My Number One" interpretada por la cantante Helena Paparizou, que consiguió 230 puntos, cifra la cual significó el promedio de votos por país más bajo de cualquier ganador, récord que se mantendría hasta 2011. La canción "Angel" de la intérprete de Malta, Chiara fue la subcampeona con 192 puntos. Rumania, Israel y Letonia alcanzaron el top-5. La anfitriona Ucrania junto con los miembros del llamado "Big Four" (España, Reino Unido, Francia y Alemania) cayeron a los últimos puestos de la tabla.

## Países participantes
Finalmente, la Unión Europea de Radiodifusión (UER), confirmó que serían 40 los países participantes. Posteriormente, aun habiendo escogido intérprete y canción, Líbano decidió retirarse, pasando de esta forma a ser 39.

### Canciones y selección
| País y TV                   | Título original de la canción | Artista                          | Proceso y fecha de selección                             |
| País y TV                   | Traducción al español         | Idioma(s)                        | Proceso y fecha de selección                             |
| --------------------------- | ----------------------------- | -------------------------------- | -------------------------------------------------------- |
| Albania RTSH                | Tomorrow I go                 | Ledina Çelo                      | Festivali I Këngës 43, 18-12-04                          |
| Albania RTSH                | Mañana me voy                 | Inglés                           | Festivali I Këngës 43, 18-12-04                          |
| Alemania ARD                | Run and hide                  | Gracia                           | Grand-Prix Vorentscheid 2005, 12-03-05                   |
| Alemania ARD                | Corre y escóndete             | Inglés                           | Grand-Prix Vorentscheid 2005, 12-03-05                   |
| Andorra RTVA                | La mirada interior            | Marian van de Wal                | Final nacional, 22-01-05                                 |
| Andorra RTVA                | -                             | Catalán                          | Final nacional, 22-01-05                                 |
| Austria ORF                 | Y así                         | Global Kryner                    | Song.Null.Fünf, 25-02-05                                 |
| Austria ORF                 | -                             | Inglés y Español                 | Song.Null.Fünf, 25-02-05                                 |
| Bélgica RTBF                | Le grand soir                 | Nuno Resende                     | Final nacional, 20-03-05                                 |
| Bélgica RTBF                | La gran noche                 | Francés                          | Final nacional, 20-03-05                                 |
| Bielorrusia BTRC            | Love me tonight               | Angelica Agurbash                | Final nacional, 25-12-04                                 |
| Bielorrusia BTRC            | Ámame esta noche              | Inglés                           | Final nacional, 25-12-04                                 |
| Bosnia y Herzegovina PBSBIH | Call me                       | Feminnem                         | BH Eurosong 2005, 06-03-05                               |
| Bosnia y Herzegovina PBSBIH | Llámame                       | Inglés                           | BH Eurosong 2005, 06-03-05                               |
| Bulgaria BNT                | Lorraine                      | Kaffe                            | Final nacional, 12-02-05                                 |
| Bulgaria BNT                | -                             | Inglés                           | Final nacional, 12-02-05                                 |
| Chipre CyBC                 | Ela Ela (Come baby)           | Constantinos Christoforou        | Final nacional, 01-02-05 (cantante elegido internamente) |
| Chipre CyBC                 | Ela, ela (ven, nena)          | Inglés                           | Final nacional, 01-02-05 (cantante elegido internamente) |
| Croacia HRT                 | Vukovi umiru sami             | Boris Novković & Lado            | Dora 2005, 05-03-05                                      |
| Croacia HRT                 | Los lobos mueren solos        | Croata                           | Dora 2005, 05-03-05                                      |
| Dinamarca DR                | Talking to you                | Jakob Sveistrup                  | Dansk Melodi Grand Prix 2005, 12-02-05                   |
| Dinamarca DR                | Hablando contigo              | Inglés                           | Dansk Melodi Grand Prix 2005, 12-02-05                   |
| Eslovenia RTVSLO            | Stop                          | Omar Naber                       | EMA 2005, 06-02-05                                       |
| Eslovenia RTVSLO            | Detente                       | Esloveno                         | EMA 2005, 06-02-05                                       |
| España TVE                  | Brujería                      | Son de Sol                       | Elige nuestra canción, 05-03-05                          |
| España TVE                  | -                             | Español                          | Elige nuestra canción, 05-03-05                          |
| Estonia ERR                 | Let's get loud                | Suntribe                         | Eurolaul 2005, 05-02-05                                  |
| Estonia ERR                 | Vamos a armar jaleo           | Inglés                           | Eurolaul 2005, 05-02-05                                  |
| Finlandia YLE               | Why?                          | Geir Rönning                     | Euroviisut 2005, 19-02-05                                |
| Finlandia YLE               | ¿Por qué?                     | Inglés                           | Euroviisut 2005, 19-02-05                                |
| Francia France 3            | Chacun pense à soi            | Ortal                            | Final nacional, 15-03-05                                 |
| Francia France 3            | Todos piensan en sí mismos    | Francés                          | Final nacional, 15-03-05                                 |
| Grecia ERT                  | My number one                 | Helena Paparizou                 | Final nacional, 02-03-05 (cantante elegido internamente) |
| Grecia ERT                  | Mi número uno                 | Inglés                           | Final nacional, 02-03-05 (cantante elegido internamente) |
| Hungría MTV                 | Forogj, világ!                | NOX                              | Final nacional, 13-03-05                                 |
| Hungría MTV                 | ¡Gira, mundo!                 | Húngaro                          | Final nacional, 13-03-05                                 |
| Irlanda RTÉ                 | Love?                         | Donna & Joseph McCaul            | You're a Star, 06-03-05                                  |
| Irlanda RTÉ                 | ¿Amor?                        | Inglés                           | You're a Star, 06-03-05                                  |
| Islandia RÚV                | If I had your love            | Selma                            | Elección interna                                         |
| Islandia RÚV                | Si tuviera tu amor            | Inglés                           | Elección interna                                         |
| Israel IBA                  | Hasheket shenish'ar           | Shiri Maimon                     | Final nacional, 02-03-05                                 |
| Israel IBA                  | El silencio que queda         | Hebreo e Inglés                  | Final nacional, 02-03-05                                 |
| Letonia LTV                 | The war is not over           | Walters & Kazha                  | Eirodziesma 2005, 26-02-05                               |
| Letonia LTV                 | La guerra no ha terminado     | Inglés y Lenguaje de señas letón | Eirodziesma 2005, 26-02-05                               |
| Líbano TL                   | Quand tout s'enfuit           | Aline Lahoud                     | Elección interna, 21-10-04                               |
| Líbano TL                   | Cuando todo se esfuma         | Francés                          | Elección interna, 21-10-04                               |
| Lituania LRT                | Little by little              | Laura & The Lovers               | Final nacional, 25-02-05                                 |
| Lituania LRT                | Poco a poco                   | Inglés                           | Final nacional, 25-02-05                                 |
| Macedonia (ARY) MKRTV       | Make my day                   | Martin Vučić                     | Final nacional, 19-02-05                                 |
| Macedonia (ARY) MKRTV       | Alégrame el día               | Inglés                           | Final nacional, 19-02-05                                 |
| Malta PBS                   | Angel                         | Chiara                           | Song For Europe 2005, 19-02-05                           |
| Malta PBS                   | Ángel                         | Inglés                           | Song For Europe 2005, 19-02-05                           |
| Moldavia TRM                | Boonika bate doba             | Zdob şi Zdub                     | Final nacional, 26-02-05                                 |
| Moldavia TRM                | La abuela toca el tambor      | Rumano e Inglés                  | Final nacional, 26-02-05                                 |
| Mónaco TMC                  | Tout de moi                   | Lise Darly                       | Elección interna                                         |
| Mónaco TMC                  | Todo de mí                    | Francés                          | Elección interna                                         |
| Noruega NRK                 | In my dreams                  | Wig Wam                          | Melodi Gran Prix 2005, 05-03-05                          |
| Noruega NRK                 | En mis sueños                 | Inglés                           | Melodi Gran Prix 2005, 05-03-05                          |
| Países Bajos NOS            | My impossible dream           | Glennis Grace                    | Nationaal Songfestival, 13-02-05                         |
| Países Bajos NOS            | Mi sueño imposible            | Inglés                           | Nationaal Songfestival, 13-02-05                         |
| Polonia TVP                 | Czarna dziewczyna             | Ivan & Delfín                    | Elección interna                                         |
| Polonia TVP                 | Muchacha morena               | Polaco y Ruso                    | Elección interna                                         |
| Portugal RTP                | Amar                          | 2B                               | Festival RTP da Canção, 31-03-05                         |
| Portugal RTP                | -                             | Portugués e Inglés               | Festival RTP da Canção, 31-03-05                         |
| Reino Unido BBC             | Touch my fire                 | Javine                           | Making Your Mind Up, 05-03-05                            |
| Reino Unido BBC             | Toca mi fuego                 | Inglés                           | Making Your Mind Up, 05-03-05                            |
| Rumania TVR                 | Let me try                    | Luminita Anghel & Sistem         | Final nacional                                           |
| Rumania TVR                 | Déjame intentarlo             | Inglés                           | Final nacional                                           |
| Rusia C1R                   | Nobody hurt no one            | Natalia Podolskaya               | Final nacional, 25-02-05                                 |
| Rusia C1R                   | Nadie hizo daño a nadie       | Inglés                           | Final nacional, 25-02-05                                 |
| Serbia y Montenegro RTS     | Zauvijek moja                 | No Name                          | Evropjesma, 15-03-05                                     |
| Serbia y Montenegro RTS     | Mía para siempre              | Serbio                           | Evropjesma, 15-03-05                                     |
| Suecia SVT                  | Las Vegas                     | Martin Stenmarck                 | Melodifestivalen 2005, 12-03-05                          |
| Suecia SVT                  | -                             | Inglés                           | Melodifestivalen 2005, 12-03-05                          |
| Suiza SSR SRG               | Cool vibes                    | Vanilla Ninja                    | Elección interna                                         |
| Suiza SSR SRG               | Buen rollo                    | Inglés                           | Elección interna                                         |
| Turquía TRT                 | Rimi Rimi Ley                 | Gülseren                         | Final nacional                                           |
| Turquía TRT                 | -                             | Turco                            | Final nacional                                           |
| Ucrania NTU                 | Razom nas bahato              | GreenJolly                       | Final nacional, 27-02-05                                 |
| Ucrania NTU                 | Juntos somos muchos           | Ucraniano e Inglés               | Final nacional, 27-02-05                                 |

#### Artistas que regresan
- Constantinos Christoforou: ya había participado por Chipre en dos ocasiones anteriores: en solitario en la edición de 1996 y como miembro de la banda One en 2002, obteniendo en esta última el 6° lugar, uno de los mejores resultados de la isla mediterránea.

- Chiara: Obtuvo el 3° lugar para la isla en 1998, en el que después de llevar un mano a mano por la victoria con Israel, sería superado por este país por una diferencia de 8 puntos.

- Selma: Siendo una de las favoritas en esa edición, terminó en 2° lugar en 1999 con 146 puntos. Esta es una de las dos mejores participaciones del país en la historia del festival.

- Helena Paparizou: Quedó en 3° lugar por Grecia en el festival de 2001 como integrante del dúo Antique, uno de los máximos favoritos de esa edición y que consiguieron, en ese momento, uno de los dos mejores resultados para el país en el festival.

- Anabel Conde (corista de Marian van de Wal): participó en 1995 representando a España y consiguiendo un 2º puesto.

#### Idiomas
De los 39 temas participantes, 23 fueron interpretados en inglés mientras que el resto lo hicieron en sus respectivos idiomas oficiales, en general. Austria mezcló el inglés con el español, Israel el inglés con el hebreo, Moldavia mezcló el inglés con el moldavo, Portugal mezcló el portugués con el inglés y Ucrania el inglés con el ucraniano.

## Celebración del festival

### Semifinal

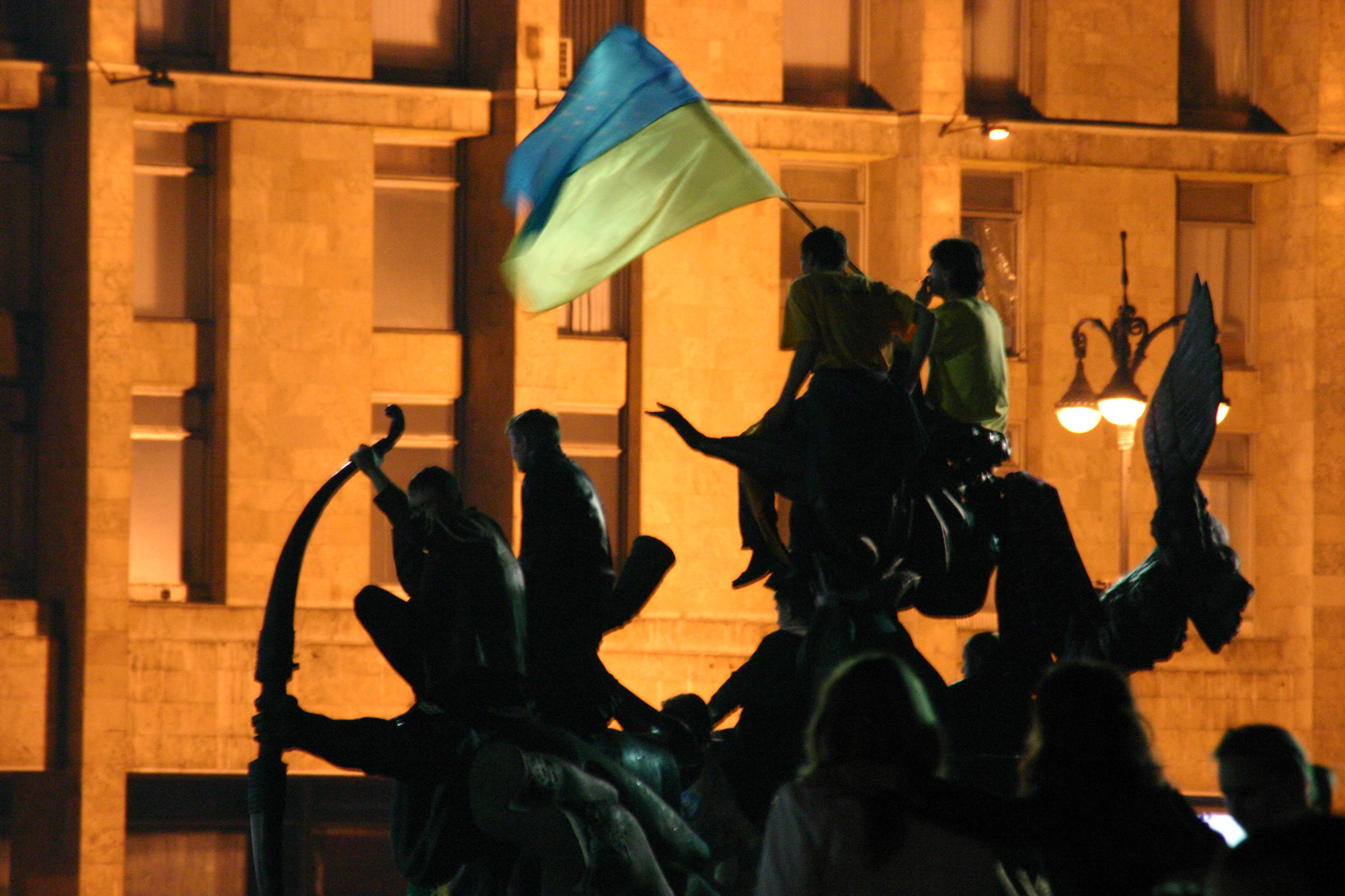
300.000 personas siguieron en las calles de Kiev el festival.

La semifinal se realizó el 19 de mayo de 2005, en la que 25 candidaturas intentaron llegar a la final, donde ya se encontraban, el anfitrión, el "Big 4" (Alemania, España, Francia y el Reino Unido) y los 9 países que habían colocado entre los primeros diez puestos en la edición de 2004. Entre los participantes destacaba la participación de los debutantes Bulgaria y Moldavia y el retorno de Hungría.
Los resultados se dieron a conocer una vez terminado el festival para evitar influencias en la final. Rumania consiguió su primera victoria en una semifinal con el up-tempo "Let Me Try" interpretado por Luminita Anghel junto al grupo Sistem. El tema euro dance, interpretado en una puesta en escena en la que predominaba la percusión, obtuvo 235 puntos (incluidas 6 máximas puntuaciones). El segundo puesto lo consiguió su país vecino y debutante en el festival, Moldavia con el grupo Zdob şi Zdub y "Boonika Bate Doba". El tercer lugar quedó en manos de la balada de Dinamarca, "Talking To You" con 185 puntos. El top-5 lo completaron los temas folk de Croacia y Hungría. Los representantes de Israel, Letonia, Macedonia (ARY), Noruega y Suiza fueron el resto de los clasificados a la final.
Esta se volvió la primera semifinal en la cual países de trayectoria eurovisiva quedaban fuera de la final como Irlanda, Países Bajos y Bélgica, con el añadido que la representación neerlandesa, junto con Bielorrusia e Islandia eran favoritos para avanzar a la gala del sábado.
| N.º | País            | Intérprete(s)            | Canción               | Lugar | Puntos |
| --- | --------------- | ------------------------ | --------------------- | ----- | ------ |
| 01  | Austria         | Global Kryner            | «Y Así»               | 21    | 30     |
| 02  | Lituania        | Laura & the Lovers       | «Little By Little»    | 25    | 17     |
| 03  | Portugal        | 2B                       | «Amar»                | 17    | 51     |
| 04  | Moldavia        | Zdob şi Zdub             | «Boonika Bate Doba»   | 2     | 207    |
| 05  | Letonia         | Walters & Kazha          | «The War Is Not Over» | 10    | 85     |
| 06  | Mónaco          | Lise Darly               | «Tout De Moi»         | 24    | 22     |
| 07  | Israel          | Shiri Maimon             | «Hasheket Shenish'ar» | 7     | 158    |
| 08  | Bielorrusia     | Angelica Agurbash        | «Love Me Tonight»     | 13    | 67     |
| 09  | Países Bajos    | Glennis Grace            | «My Impossible Dream» | 15    | 53     |
| 10  | Islandia        | Selma                    | «If I Had Your Love»  | 16    | 52     |
| 11  | Bélgica         | Nuno Resende             | «Le Grand Soir»       | 22    | 29     |
| 12  | Estonia         | Suntribe                 | «Let's Get Loud»      | 20    | 31     |
| 13  | Noruega         | Wig Wam                  | «In My Dreams»        | 6     | 164    |
| 14  | Rumania         | Luminita Anghel & Sistem | «Let Me Try»          | 1     | 235    |
| 15  | Hungría         | NOX                      | «Forogj, Világ!»      | 5     | 167    |
| 16  | Finlandia       | Geir Rönning             | «Why?»                | 18    | 50     |
| 17  | Macedonia (ARY) | Martin Vučić             | «Make My Day»         | 9     | 97     |
| 18  | Andorra         | Marian van de Wal        | «La Mirada Interior»  | 23    | 27     |
| 19  | Suiza           | Vanilla Ninja            | «Cool Vibes»          | 8     | 114    |
| 20  | Croacia         | Boris Novković & Lado    | «Vukovi Umiru Sami»   | 4     | 169    |
| 21  | Bulgaria        | Kaffe                    | «Lorraine»            | 19    | 49     |
| 22  | Irlanda         | Donna & Joseph McCaul    | «Love?»               | 14    | 53     |
| 23  | Eslovenia       | Omar Naber               | «Stop»                | 12    | 69     |
| 24  | Dinamarca       | Jacob Sveistrup          | «Talking To You»      | 3     | 185    |
| 25  | Polonia         | Ivan & Delfín            | «Czarna Dziewczyna»   | 11    | 81     |

### Final
La final del Festival de Eurovisión 2005 se celebró el 21 de mayo de 2005. El evento se inició con una presentación artística coronada con la aparición de Ruslana, cantante que el año anterior había logrado ganar el certamen con su tema "Wild Dances", junto a esta canción, interpretó "The Same Fire". Tras esta ceremonia de obertura, se dio inicio a la presentación de los 24 países participantes: los diez países clasificados en la semifinal junto a los catorce clasificados directamente (Big Four, el anfitrión y los 9 países mejor posicionados en la edición de 2004).
El show además contó con la participación de Kiev Percussion Ensemble ARS NOVA y Anatolly Zalevskiy. Luego de la presentación de todos los intérpretes, se dio inicio a la votación. El sistema de votación fue igual al de la semifinal, con los países entregando de 1 a 8, 10 y 12 puntos a los concursantes más votados por llamadas telefónicas o SMS; en el caso de Mónaco, problemas en el proceso de votación hicieron que jurados especializados fueran los encargados de entregar los puntajes. Tras la votación, un representante de cada país comenzó a mencionar los países que recibieron cada uno de los puntos.
La votación se mostró como una de las más reñidas en los últimos años. Países como Moldavia, Suiza, Noruega y Letonia tomaron la pelea por los primeros lugares desde un comienzo, seguidos de cerca por Rumania. Al inicio de que los países finalistas iniciaran a dar sus votos, Letonia lideraba con Grecia, quien había rondado al principio de la votación entre los puestos 9 y 13, siguiéndola por muy de cerca. Al final, Grecia empezó a recibir una gran cantidad de puntos (incluidas varias máximas puntuaciones) y finalmente lograría la victoria en la historia tras alcanzar 230 puntos, incluidas 10 máximas puntuaciones (con esto alcanzaba el récord del Reino Unido en 1997). Helena Paparizou interpretando "My number one" fue una de las presentaciones más destacadas y más ovacionadas por el público, que incluía bailes griegos, la interpretación de una lira imaginaria por parte de la cantante y la formación de un 1 por los bailarines en el suelo. Esto le otorgaría el primer triunfo a Grecia en la historia del país en el festival.
El segundo lugar se lo quedaría, también viniendo de atrás, Malta con la cantante Chiara y la balada "Angel" con 192 puntos. Rumania obtendría su mejor resultado histórico con Luminita Anghel & Sistem con la canción "Let Me Try". A pocos puntos de diferencia del tercer lugar, en 4.º y 5.º puesto terminarían Israel y Letonia. Serbia y Montenegro tras quedar en un 7º puesto en la final tuvo su pase directo a la final para la edición de 2006. Sin embargo, el 20 de marzo de 2006 el país se retiró de la competencia luego de una polémica en la elección de su canción otorgándole así el pase a la final a Croacia. En cuanto al fondo de la tabla, destacó la presencia del anfitrión y del Big Four en los últimos 5 lugares, siendo para estos últimos, el comienzo de una racha de malos resultados para los países de este grupo.
- En negrita, países clasificados para la final de 2006. Serbia y Montenegro se retiró oficialmente de la competición tras la polémica suscitada durante la elección de la canción que representaría a la nación. Esto dejó un hueco libre en la final, que fue ocupado por Croacia tras un encuentro de delegaciones el 20 de marzo. A pesar de todo, Serbia y Montenegro conservó los derechos de emisión y voto.

| N.º | País                 | Intérprete(s)             | Canción               | Lugar | Puntos |
| --- | -------------------- | ------------------------- | --------------------- | ----- | ------ |
| 01  | Hungría              | NOX                       | «Forogj, Világ!»      | 12    | 97     |
| 02  | Reino Unido          | Javine                    | «Touch My Fire»       | 22    | 18     |
| 03  | Malta                | Chiara                    | «Angel»               | 2     | 192    |
| 04  | Rumania              | Luminita Anghel & Sistem  | «Let Me Try»          | 3     | 158    |
| 05  | Noruega              | Wig Wam                   | «In My Dreams»        | 9     | 125    |
| 06  | Turquía              | Gülseren                  | «Rimi Rimi Ley»       | 13    | 92     |
| 07  | Moldavia             | Zdob şi Zdub              | «Boonika Bate Doba»   | 6     | 148    |
| 08  | Albania              | Ledina Çelo               | «Tomorrow I Go»       | 16    | 53     |
| 09  | Chipre               | Constantinos Christoforou | «Ela Ela (Come Baby)» | 18    | 46     |
| 10  | España               | Son de Sol                | «Brujería»            | 21    | 28     |
| 11  | Israel               | Shiri Maimon              | «Hasheket Shenish'ar» | 4     | 154    |
| 12  | Serbia y Montenegro  | No Name                   | «Zauvijek Moja»       | 7     | 137    |
| 13  | Dinamarca            | Jakob Sveistrup           | «Talking To You»      | 10    | 125    |
| 14  | Suecia               | Martin Stenmarck          | «Las Vegas»           | 19    | 30     |
| 15  | Macedonia (ARY)      | Martin Vučić              | «Make My Day»         | 17    | 52     |
| 16  | Ucrania              | GreenJolly                | «Razom Nas Bahato»    | 20    | 30     |
| 17  | Alemania             | Gracia                    | «Run And Hide»        | 24    | 4      |
| 18  | Croacia              | Boris Novković            | «Vukovi Umiru Sami»   | 11    | 115    |
| 19  | Grecia               | Helena Paparizou          | «My Number One»       | 1     | 230    |
| 20  | Rusia                | Natalia Podolskaya        | «Nobody Hurt No One   | 15    | 57     |
| 21  | Bosnia y Herzegovina | Feminnem                  | «Call Me»             | 14    | 79     |
| 22  | Suiza                | Vanilla Ninja             | «Cool Vibes»          | 8     | 128    |
| 23  | Letonia              | Walters and Kazha         | «The War Is Not Over» | 5     | 153    |
| 24  | Francia              | Ortal                     | «Chacun Pense à Soi»  | 23    | 11     |

Fuente: Festival de Eurovisión 2005 (www.esc-history.com)

## Tabla de votación

### Semifinal
| ......Participante..... | Pts. | Bandera de Austria | Bandera de Lituania | Bandera de Portugal | Bandera de Moldavia | Bandera de Letonia | Bandera de Mónaco | Bandera de Israel | Bandera de Bielorrusia | Bandera de los Países Bajos | Bandera de Islandia | Bandera de Bélgica | Bandera de Estonia | Bandera de Noruega | Bandera de Rumania | Bandera de Hungría | Bandera de Finlandia | Bandera de Macedonia del Norte | Bandera de Andorra | Bandera de Suiza | Bandera de Croacia | Bandera de Bulgaria | Bandera de Irlanda | Bandera de Eslovenia | Bandera de Dinamarca | Bandera de Polonia | Bandera del Reino Unido | Bandera de Malta | Bandera de Turquía | Bandera de Albania | Bandera de Chipre | Bandera de España | Bandera de Serbia y Montenegro | Bandera de Suecia | Bandera de Ucrania | Bandera de Alemania | Bandera de Grecia | Bandera de Rusia | Bandera de Bosnia y Herzegovina | Bandera de Francia |
| ----------------------- | ---- | ------------------ | ------------------- | ------------------- | ------------------- | ------------------ | ----------------- | ----------------- | ---------------------- | --------------------------- | ------------------- | ------------------ | ------------------ | ------------------ | ------------------ | ------------------ | -------------------- | ------------------------------ | ------------------ | ---------------- | ------------------ | ------------------- | ------------------ | -------------------- | -------------------- | ------------------ | ----------------------- | ---------------- | ------------------ | ------------------ | ----------------- | ----------------- | ------------------------------ | ----------------- | ------------------ | ------------------- | ----------------- | ---------------- | ------------------------------- | ------------------ |
| Austria                 | 30   |                    | 0                   | 0                   | 0                   | 0                  | 0                 | 0                 | 0                      | 0                           | 0                   | 0                  | 0                  | 0                  | 0                  | 0                  | 0                    | 0                              | 7                  | 6                | 0                  | 0                   | 0                  | 10                   | 0                    | 0                  | 0                       | 0                | 0                  | 5                  | 0                 | 0                 | 0                              | 0                 | 0                  | 1                   | 1                 | 0                | 0                               | 0                  |
| Lituania                | 17   | 0                  |                     | 0                   | 0                   | 8                  | 0                 | 0                 | 0                      | 0                           | 0                   | 0                  | 0                  | 0                  | 0                  | 0                  | 0                    | 0                              | 0                  | 0                | 0                  | 0                   | 5                  | 0                    | 0                    | 0                  | 4                       | 0                | 0                  | 0                  | 0                 | 0                 | 0                              | 0                 | 0                  | 0                   | 0                 | 0                | 0                               | 0                  |
| Portugal                | 51   | 0                  | 0                   |                     | 0                   | 0                  | 0                 | 0                 | 0                      | 0                           | 0                   | 10                 | 0                  | 0                  | 0                  | 0                  | 0                    | 0                              | 0                  | 12               | 0                  | 0                   | 0                  | 0                    | 0                    | 0                  | 0                       | 0                | 0                  | 0                  | 0                 | 5                 | 0                              | 0                 | 0                  | 12                  | 0                 | 0                | 0                               | 12                 |
| Moldavia                | 207  | 8                  | 10                  | 8                   |                     | 10                 | 0                 | 10                | 10                     | 0                           | 8                   | 4                  | 5                  | 1                  | 12                 | 6                  | 3                    | 10                             | 0                  | 0                | 4                  | 6                   | 3                  | 7                    | 0                    | 6                  | 5                       | 0                | 12                 | 3                  | 8                 | 1                 | 6                              | 0                 | 12                 | 0                   | 6                 | 12               | 6                               | 5                  |
| Letonia                 | 85   | 0                  | 12                  | 4                   | 0                   |                    | 0                 | 6                 | 7                      | 0                           | 2                   | 0                  | 10                 | 3                  | 0                  | 0                  | 0                    | 0                              | 0                  | 0                | 7                  | 0                   | 6                  | 6                    | 5                    | 0                  | 0                       | 12               | 0                  | 0                  | 2                 | 0                 | 0                              | 0                 | 2                  | 0                   | 0                 | 1                | 0                               | 0                  |
| Mónaco                  | 22   | 0                  | 0                   | 0                   | 2                   | 0                  |                   | 0                 | 0                      | 0                           | 0                   | 0                  | 0                  | 0                  | 0                  | 0                  | 0                    | 0                              | 10                 | 0                | 0                  | 0                   | 0                  | 0                    | 0                    | 0                  | 0                       | 0                | 0                  | 0                  | 0                 | 0                 | 0                              | 0                 | 0                  | 0                   | 0                 | 0                | 0                               | 10                 |
| Israel                  | 158  | 0                  | 2                   | 6                   | 5                   | 0                  | 12                |                   | 12                     | 10                          | 0                   | 3                  | 0                  | 0                  | 8                  | 5                  | 1                    | 1                              | 12                 | 3                | 0                  | 4                   | 7                  | 0                    | 4                    | 4                  | 6                       | 6                | 6                  | 7                  | 3                 | 4                 | 3                              | 0                 | 5                  | 3                   | 0                 | 8                | 0                               | 8                  |
| Bielorrusia             | 67   | 0                  | 3                   | 0                   | 0                   | 3                  | 1                 | 2                 |                        | 0                           | 0                   | 0                  | 0                  | 0                  | 0                  | 0                  | 0                    | 6                              | 0                  | 0                | 0                  | 12                  | 0                  | 0                    | 0                    | 1                  | 0                       | 7                | 3                  | 0                  | 7                 | 0                 | 0                              | 0                 | 4                  | 0                   | 8                 | 10               | 0                               | 0                  |
| Países Bajos            | 53   | 0                  | 0                   | 0                   | 0                   | 0                  | 8                 | 5                 | 0                      |                             | 0                   | 12                 | 0                  | 0                  | 1                  | 0                  | 0                    | 0                              | 5                  | 2                | 0                  | 0                   | 4                  | 0                    | 6                    | 0                  | 2                       | 8                | 0                  | 0                  | 0                 | 0                 | 0                              | 0                 | 0                  | 0                   | 0                 | 0                | 0                               | 0                  |
| Islandia                | 52   | 0                  | 0                   | 0                   | 10                  | 0                  | 0                 | 4                 | 0                      | 0                           |                     | 0                  | 0                  | 8                  | 0                  | 0                  | 0                    | 0                              | 6                  | 0                | 0                  | 0                   | 0                  | 0                    | 10                   | 0                  | 3                       | 0                | 0                  | 0                  | 0                 | 2                 | 0                              | 7                 | 0                  | 0                   | 0                 | 0                | 0                               | 2                  |
| Bélgica                 | 29   | 0                  | 0                   | 12                  | 3                   | 0                  | 0                 | 0                 | 0                      | 6                           | 0                   |                    | 0                  | 0                  | 0                  | 0                  | 0                    | 0                              | 0                  | 0                | 0                  | 0                   | 0                  | 0                    | 0                    | 0                  | 0                       | 0                | 0                  | 1                  | 0                 | 0                 | 0                              | 0                 | 0                  | 0                   | 0                 | 0                | 0                               | 7                  |
| Estonia                 | 31   | 0                  | 5                   | 0                   | 1                   | 12                 | 0                 | 0                 | 0                      | 0                           | 0                   | 0                  |                    | 0                  | 0                  | 1                  | 6                    | 0                              | 0                  | 0                | 0                  | 0                   | 1                  | 2                    | 3                    | 0                  | 0                       | 0                | 0                  | 0                  | 0                 | 0                 | 0                              | 0                 | 0                  | 0                   | 0                 | 0                | 0                               | 0                  |
| Noruega                 | 164  | 2                  | 6                   | 1                   | 8                   | 6                  | 0                 | 7                 | 5                      | 2                           | 12                  | 2                  | 6                  |                    | 7                  | 0                  | 12                   | 2                              | 0                  | 5                | 0                  | 2                   | 10                 | 3                    | 12                   | 7                  | 7                       | 3                | 2                  | 2                  | 4                 | 0                 | 4                              | 8                 | 6                  | 0                   | 4                 | 0                | 7                               | 0                  |
| Rumania                 | 235  | 10                 | 0                   | 10                  | 12                  | 0                  | 7                 | 12                | 3                      | 8                           | 5                   | 8                  | 1                  | 7                  |                    | 12                 | 4                    | 5                              | 4                  | 4                | 1                  | 5                   | 8                  | 1                    | 7                    | 8                  | 8                       | 10               | 7                  | 0                  | 12                | 12                | 5                              | 5                 | 1                  | 7                   | 12                | 3                | 5                               | 6                  |
| Hungría                 | 167  | 7                  | 0                   | 7                   | 0                   | 5                  | 0                 | 8                 | 4                      | 0                           | 7                   | 6                  | 4                  | 6                  | 10                 |                    | 5                    | 4                              | 1                  | 1                | 8                  | 7                   | 0                  | 4                    | 1                    | 12                 | 1                       | 2                | 8                  | 0                  | 6                 | 3                 | 8                              | 3                 | 10                 | 0                   | 5                 | 7                | 3                               | 4                  |
| Finlandia               | 50   | 0                  | 0                   | 0                   | 0                   | 0                  | 6                 | 0                 | 0                      | 1                           | 0                   | 0                  | 8                  | 10                 | 0                  | 0                  |                      | 0                              | 3                  | 0                | 0                  | 0                   | 0                  | 0                    | 8                    | 0                  | 0                       | 0                | 0                  | 0                  | 0                 | 0                 | 0                              | 10                | 0                  | 4                   | 0                 | 0                | 0                               | 0                  |
| Macedonia (ARY)         | 97   | 4                  | 0                   | 0                   | 0                   | 0                  | 3                 | 0                 | 0                      | 3                           | 0                   | 0                  | 0                  | 0                  | 4                  | 0                  | 0                    |                                | 0                  | 8                | 12                 | 10                  | 0                  | 8                    | 0                    | 0                  | 0                       | 0                | 10                 | 12                 | 0                 | 0                 | 10                             | 1                 | 0                  | 2                   | 0                 | 0                | 10                              | 0                  |
| Andorra                 | 27   | 0                  | 0                   | 0                   | 4                   | 0                  | 0                 | 0                 | 0                      | 7                           | 0                   | 0                  | 0                  | 0                  | 0                  | 0                  | 0                    | 0                              |                    | 0                | 0                  | 0                   | 0                  | 0                    | 0                    | 0                  | 0                       | 0                | 0                  | 6                  | 0                 | 10                | 0                              | 0                 | 0                  | 0                   | 0                 | 0                | 0                               | 0                  |
| Suiza                   | 114  | 1                  | 8                   | 2                   | 0                   | 7                  | 2                 | 3                 | 8                      | 0                           | 6                   | 0                  | 12                 | 2                  | 2                  | 3                  | 10                   | 3                              | 0                  |                  | 3                  | 3                   | 2                  | 5                    | 2                    | 5                  | 0                       | 1                | 0                  | 0                  | 5                 | 0                 | 2                              | 4                 | 0                  | 6                   | 3                 | 2                | 2                               | 0                  |
| Croacia                 | 169  | 12                 | 4                   | 3                   | 6                   | 4                  | 5                 | 0                 | 1                      | 4                           | 4                   | 1                  | 3                  | 4                  | 6                  | 8                  | 2                    | 12                             | 0                  | 10               |                    | 8                   | 0                  | 12                   | 0                    | 3                  | 0                       | 0                | 0                  | 10                 | 0                 | 0                 | 12                             | 6                 | 7                  | 10                  | 0                 | 0                | 12                              | 0                  |
| Bulgaria                | 49   | 0                  | 0                   | 0                   | 7                   | 0                  | 0                 | 0                 | 0                      | 0                           | 0                   | 0                  | 0                  | 0                  | 0                  | 0                  | 0                    | 8                              | 0                  | 0                | 0                  |                     | 0                  | 0                    | 0                    | 0                  | 0                       | 0                | 5                  | 4                  | 10                | 6                 | 1                              | 0                 | 0                  | 0                   | 7                 | 0                | 1                               | 0                  |
| Irlanda                 | 53   | 0                  | 0                   | 0                   | 0                   | 0                  | 0                 | 0                 | 0                      | 0                           | 0                   | 0                  | 2                  | 0                  | 5                  | 10                 | 0                    | 0                              | 2                  | 0                | 5                  | 1                   |                    | 0                    | 0                    | 2                  | 12                      | 5                | 4                  | 0                  | 1                 | 0                 | 0                              | 0                 | 0                  | 0                   | 0                 | 0                | 4                               | 0                  |
| Eslovenia               | 69   | 3                  | 0                   | 0                   | 0                   | 0                  | 4                 | 1                 | 2                      | 0                           | 1                   | 0                  | 0                  | 0                  | 0                  | 2                  | 7                    | 7                              | 0                  | 0                | 10                 | 0                   | 0                  |                      | 0                    | 0                  | 0                       | 0                | 0                  | 8                  | 0                 | 0                 | 7                              | 0                 | 3                  | 0                   | 0                 | 6                | 8                               | 0                  |
| Dinamarca               | 185  | 6                  | 7                   | 5                   | 0                   | 2                  | 10                | 0                 | 0                      | 12                          | 10                  | 7                  | 7                  | 12                 | 3                  | 7                  | 8                    | 0                              | 8                  | 7                | 6                  | 0                   | 12                 | 0                    |                      | 10                 | 10                      | 4                | 0                  | 0                  | 0                 | 8                 | 0                              | 12                | 0                  | 5                   | 2                 | 4                | 0                               | 1                  |
| Polonia                 | 81   | 5                  | 1                   | 0                   | 0                   | 1                  | 0                 | 0                 | 6                      | 5                           | 3                   | 5                  | 0                  | 5                  | 0                  | 4                  | 0                    | 0                              | 0                  | 0                | 2                  | 0                   | 0                  | 0                    | 0                    |                    | 0                       | 0                | 1                  | 0                  | 0                 | 7                 | 0                              | 2                 | 8                  | 8                   | 10                | 5                | 0                               | 3                  |

### Final
| ......Participante..... | Pts. | Bandera de Austria | Bandera de Lituania | Bandera de Portugal | Bandera de Mónaco | Bandera de Bielorrusia | Bandera de los Países Bajos | Bandera de Islandia | Bandera de Bélgica | Bandera de Estonia | Bandera de Finlandia | Bandera de Andorra | Bandera de Bulgaria | Bandera de Irlanda | Bandera de Eslovenia | Bandera de Polonia | Bandera de Hungría | Bandera del Reino Unido | Bandera de Malta | Bandera de Rumania | Bandera de Noruega | Bandera de Turquía | Bandera de Moldavia | Bandera de Albania | Bandera de Chipre | Bandera de España | Bandera de Israel | Bandera de Serbia y Montenegro | Bandera de Dinamarca | Bandera de Suecia | Bandera de Macedonia del Norte | Bandera de Ucrania | Bandera de Alemania | Bandera de Croacia | Bandera de Grecia | Bandera de Rusia | Bandera de Bosnia y Herzegovina | Bandera de Suiza | Bandera de Letonia | Bandera de Francia |
| ----------------------- | ---- | ------------------ | ------------------- | ------------------- | ----------------- | ---------------------- | --------------------------- | ------------------- | ------------------ | ------------------ | -------------------- | ------------------ | ------------------- | ------------------ | -------------------- | ------------------ | ------------------ | ----------------------- | ---------------- | ------------------ | ------------------ | ------------------ | ------------------- | ------------------ | ----------------- | ----------------- | ----------------- | ------------------------------ | -------------------- | ----------------- | ------------------------------ | ------------------ | ------------------- | ------------------ | ----------------- | ---------------- | ------------------------------- | ---------------- | ------------------ | ------------------ |
| Hungría                 | 97   | 0                  | 0                   | 2                   | 0                 | 2                      | 0                           | 6                   | 2                  | 3                  | 0                    | 6                  | 5                   | 0                  | 0                    | 10                 |                    | 0                       | 0                | 8                  | 0                  | 6                  | 0                   | 0                  | 7                 | 5                 | 8                 | 6                              | 0                    | 0                 | 1                              | 2                  | 0                   | 6                  | 2                 | 3                | 1                               | 0                | 3                  | 3                  |
| Reino Unido             | 18   | 0                  | 0                   | 0                   | 0                 | 0                      | 0                           | 0                   | 0                  | 0                  | 0                    | 0                  | 0                   | 8                  | 0                    | 0                  | 0                  |                         | 4                | 0                  | 0                  | 1                  | 0                   | 0                  | 5                 | 0                 | 0                 | 0                              | 0                    | 0                 | 0                              | 0                  | 0                   | 0                  | 0                 | 0                | 0                               | 0                | 0                  | 0                  |
| Malta                   | 192  | 5                  | 2                   | 0                   | 5                 | 5                      | 5                           | 4                   | 8                  | 4                  | 8                    | 0                  | 0                   | 10                 | 1                    | 0                  | 5                  | 10                      |                  | 2                  | 10                 | 8                  | 0                   | 4                  | 6                 | 7                 | 10                | 0                              | 10                   | 6                 | 0                              | 10                 | 8                   | 4                  | 8                 | 12               | 0                               | 3                | 5                  | 7                  |
| Rumania                 | 158  | 6                  | 0                   | 12                  | 4                 | 1                      | 3                           | 5                   | 7                  | 0                  | 0                    | 7                  | 8                   | 5                  | 0                    | 7                  | 10                 | 0                       | 7                |                    | 6                  | 4                  | 7                   | 5                  | 8                 | 12                | 12                | 3                              | 3                    | 2                 | 2                              | 0                  | 0                   | 0                  | 5                 | 0                | 2                               | 0                | 0                  | 5                  |
| Noruega                 | 125  | 0                  | 5                   | 0                   | 0                 | 4                      | 1                           | 12                  | 3                  | 8                  | 12                   | 2                  | 1                   | 4                  | 4                    | 8                  | 0                  | 5                       | 5                | 0                  |                    | 0                  | 3                   | 0                  | 3                 | 3                 | 1                 | 2                              | 12                   | 8                 | 0                              | 6                  | 0                   | 0                  | 4                 | 0                | 3                               | 0                | 6                  | 0                  |
| Turquía                 | 92   | 7                  | 0                   | 0                   | 0                 | 0                      | 12                          | 0                   | 10                 | 0                  | 0                    | 0                  | 3                   | 0                  | 0                    | 0                  | 0                  | 1                       | 0                | 3                  | 0                  |                    | 0                   | 8                  | 0                 | 0                 | 0                 | 0                              | 8                    | 0                 | 4                              | 0                  | 10                  | 0                  | 0                 | 0                | 8                               | 6                | 0                  | 12                 |
| Moldavia                | 148  | 2                  | 10                  | 10                  | 0                 | 7                      | 0                           | 8                   | 1                  | 6                  | 0                    | 0                  | 6                   | 0                  | 3                    | 3                  | 4                  | 2                       | 2                | 12                 | 0                  | 7                  |                     | 0                  | 2                 | 4                 | 4                 | 5                              | 0                    | 0                 | 5                              | 12                 | 1                   | 1                  | 7                 | 10               | 4                               | 0                | 8                  | 2                  |
| Albania                 | 53   | 3                  | 0                   | 0                   | 0                 | 0                      | 0                           | 0                   | 0                  | 0                  | 0                    | 0                  | 0                   | 0                  | 0                    | 0                  | 0                  | 0                       | 0                | 0                  | 0                  | 2                  | 0                   |                    | 0                 | 0                 | 0                 | 8                              | 0                    | 0                 | 12                             | 0                  | 0                   | 2                  | 10                | 0                | 5                               | 10               | 0                  | 1                  |
| Chipre                  | 46   | 0                  | 0                   | 0                   | 0                 | 0                      | 0                           | 0                   | 0                  | 0                  | 0                    | 0                  | 10                  | 0                  | 0                    | 0                  | 0                  | 3                       | 12               | 1                  | 0                  | 0                  | 0                   | 7                  |                   | 0                 | 0                 | 1                              | 0                    | 0                 | 0                              | 0                  | 0                   | 0                  | 12                | 0                | 0                               | 0                | 0                  | 0                  |
| España                  | 28   | 0                  | 0                   | 8                   | 0                 | 0                      | 0                           | 0                   | 0                  | 0                  | 0                    | 12                 | 0                   | 0                  | 0                    | 0                  | 0                  | 0                       | 0                | 0                  | 0                  | 0                  | 0                   | 0                  | 0                 |                   | 0                 | 0                              | 0                    | 0                 | 0                              | 0                  | 0                   | 0                  | 0                 | 0                | 0                               | 4                | 0                  | 4                  |
| Israel                  | 154  | 1                  | 3                   | 5                   | 12                | 8                      | 7                           | 0                   | 6                  | 1                  | 5                    | 8                  | 0                   | 6                  | 0                    | 0                  | 8                  | 7                       | 8                | 7                  | 5                  | 3                  | 6                   | 3                  | 0                 | 6                 |                   | 0                              | 5                    | 1                 | 0                              | 7                  | 5                   | 0                  | 0                 | 8                | 0                               | 1                | 2                  | 10                 |
| Serbia y Montenegro     | 137  | 12                 | 0                   | 0                   | 6                 | 3                      | 4                           | 0                   | 0                  | 0                  | 0                    | 0                  | 4                   | 0                  | 10                   | 0                  | 2                  | 0                       | 0                | 6                  | 0                  | 0                  | 1                   | 6                  | 10                | 0                 | 0                 |                                | 0                    | 4                 | 10                             | 3                  | 3                   | 12                 | 6                 | 6                | 10                              | 12               | 1                  | 6                  |
| Dinamarca               | 125  | 0                  | 4                   | 1                   | 10                | 0                      | 8                           | 10                  | 4                  | 5                  | 2                    | 3                  | 0                   | 7                  | 0                    | 5                  | 6                  | 8                       | 3                | 4                  | 12                 | 0                  | 0                   | 0                  | 0                 | 10                | 3                 | 0                              |                      | 10                | 0                              | 0                  | 6                   | 0                  | 0                 | 0                | 0                               | 0                | 4                  | 0                  |
| Suecia                  | 30   | 0                  | 0                   | 0                   | 3                 | 0                      | 0                           | 0                   | 0                  | 0                  | 6                    | 0                  | 0                   | 0                  | 0                    | 0                  | 0                  | 0                       | 0                | 0                  | 1                  | 0                  | 5                   | 0                  | 0                 | 2                 | 0                 | 0                              | 7                    |                   | 6                              | 0                  | 0                   | 0                  | 0                 | 0                | 0                               | 0                | 0                  | 0                  |
| Macedonia (ARY)         | 52   | 0                  | 0                   | 0                   | 1                 | 0                      | 0                           | 0                   | 0                  | 0                  | 0                    | 0                  | 7                   | 0                  | 5                    | 0                  | 0                  | 0                       | 0                | 0                  | 0                  | 5                  | 0                   | 10                 | 0                 | 0                 | 0                 | 7                              | 0                    | 0                 |                                | 0                  | 0                   | 8                  | 0                 | 0                | 7                               | 2                | 0                  | 0                  |
| Ucrania                 | 30   | 0                  | 0                   | 7                   | 0                 | 0                      | 0                           | 0                   | 0                  | 0                  | 0                    | 0                  | 0                   | 0                  | 0                    | 12                 | 0                  | 0                       | 0                | 0                  | 0                  | 0                  | 8                   | 0                  | 0                 | 1                 | 0                 | 0                              | 0                    | 0                 | 0                              |                    | 0                   | 0                  | 0                 | 2                | 0                               | 0                | 0                  | 0                  |
| Alemania                | 4    | 0                  | 0                   | 0                   | 2                 | 0                      | 0                           | 0                   | 0                  | 0                  | 0                    | 0                  | 0                   | 0                  | 0                    | 0                  | 0                  | 0                       | 0                | 0                  | 0                  | 0                  | 2                   | 0                  | 0                 | 0                 | 0                 | 0                              | 0                    | 0                 | 0                              | 0                  |                     | 0                  | 0                 | 0                | 0                               | 0                | 0                  | 0                  |
| Croacia                 | 115  | 8                  | 6                   | 0                   | 7                 | 0                      | 2                           | 1                   | 0                  | 2                  | 1                    | 0                  | 2                   | 0                  | 12                   | 2                  | 7                  | 0                       | 0                | 5                  | 2                  | 0                  | 0                   | 2                  | 0                 | 0                 | 0                 | 10                             | 0                    | 0                 | 8                              | 8                  | 2                   |                    | 0                 | 1                | 12                              | 8                | 7                  | 0                  |
| Grecia                  | 230  | 4                  | 1                   | 3                   | 0                 | 0                      | 10                          | 2                   | 12                 | 0                  | 3                    | 4                  | 12                  | 2                  | 2                    | 1                  | 12                 | 12                      | 6                | 10                 | 4                  | 12                 | 4                   | 12                 | 12                | 8                 | 7                 | 12                             | 2                    | 12                | 7                              | 0                  | 12                  | 5                  |                   | 4                | 6                               | 7                | 0                  | 8                  |
| Rusia                   | 57   | 0                  | 7                   | 0                   | 0                 | 12                     | 0                           | 0                   | 0                  | 7                  | 7                    | 0                  | 0                   | 0                  | 0                    | 0                  | 0                  | 0                       | 0                | 0                  | 0                  | 0                  | 10                  | 0                  | 0                 | 0                 | 0                 | 0                              | 0                    | 0                 | 0                              | 4                  | 0                   | 0                  | 0                 |                  | 0                               | 0                | 10                 | 0                  |
| Bosnia y Herzegovina    | 79   | 10                 | 0                   | 0                   | 0                 | 0                      | 6                           | 0                   | 0                  | 0                  | 0                    | 0                  | 0                   | 1                  | 8                    | 0                  | 0                  | 4                       | 0                | 0                  | 7                  | 10                 | 0                   | 0                  | 0                 | 0                 | 0                 | 4                              | 4                    | 7                 | 3                              | 0                  | 0                   | 10                 | 0                 | 0                |                                 | 5                | 0                  | 0                  |
| Suiza                   | 128  | 0                  | 8                   | 4                   | 8                 | 10                     | 0                           | 7                   | 0                  | 12                 | 10                   | 1                  | 0                   | 3                  | 6                    | 6                  | 3                  | 0                       | 1                | 0                  | 3                  | 0                  | 0                   | 0                  | 4                 | 0                 | 2                 | 0                              | 1                    | 5                 | 0                              | 5                  | 4                   | 3                  | 3                 | 7                | 0                               |                  | 12                 | 0                  |
| Letonia                 | 153  | 0                  | 12                  | 6                   | 0                 | 6                      | 0                           | 3                   | 5                  | 10                 | 4                    | 10                 | 0                   | 12                 | 7                    | 4                  | 1                  | 6                       | 10               | 0                  | 8                  | 0                  | 12                  | 0                  | 1                 | 0                 | 6                 | 0                              | 6                    | 3                 | 0                              | 1                  | 7                   | 7                  | 1                 | 5                | 0                               | 0                |                    | 0                  |
| Francia                 | 11   | 0                  | 0                   | 0                   | 0                 | 0                      | 0                           | 0                   | 0                  | 0                  | 0                    | 5                  | 0                   | 0                  | 0                    | 0                  | 0                  | 0                       | 0                | 0                  | 0                  | 0                  | 0                   | 1                  | 0                 | 0                 | 5                 | 0                              | 0                    | 0                 | 0                              | 0                  | 0                   | 0                  | 0                 | 0                | 0                               | 0                | 0                  |                    |

- Mónaco: Tuvo que recurrir al jurado para poder votar, pues nadie votó en el país.

### Máximas puntuaciones
Tras la votación los países que recibieron 12 puntos (máxima puntuación que podía otorgar el televoto) fueron:

#### Final
| N. | A                   | De |
| -- | ------------------- | --- |
| 10 | Grecia              | Bélgica, Bulgaria, Hungría, Reino Unido, Turquía, Albania, Chipre, Serbia y Montenegro, Suecia, Alemania |
| 3  | Letonia             | Lituania, Irlanda, Moldavia                                                                              |
| 3  | Noruega             | Islandia, Finlandia, Dinamarca                                                                           |
| 3  | Rumania             | Portugal, Israel, España                                                                                 |
| 3  | Serbia y Montenegro | Austria, Croacia, Suiza                                                                                  |
| 2  | Chipre              | Malta, Grecia                                                                                            |
| 2  | Croacia             | Eslovenia, Bosnia y Herzegovina                                                                          |
| 2  | Moldavia            | Rumania, Ucrania                                                                                         |
| 2  | Suiza               | Estonia, Letonia                                                                                         |
| 2  | Turquía             | Países Bajos, Francia                                                                                    |
| 1  | Albania             | Macedonia (ARY)                                                                                          |
| 1  | Dinamarca           | Noruega                                                                                                  |
| 1  | España              | Andorra                                                                                                  |
| 1  | Israel              | Mónaco                                                                                                   |
| 1  | Malta               | Rusia |
| 1  | Rusia               | Bielorrusia                                                                                              |
| 1  | Ucrania             | Polonia                                                                                                  |

#### Semifinal
| N. | A               | De                                                                             |
| -- | --------------- | ------------------------------------------------------------------------------ |
| 6  | Rumania         | Chipre, España, Grecia, Hungría, Israel, Moldavia                              |
| 5  | Croacia         | Austria, Bosnia y Herzegovina, Eslovenia, Macedonia (ARY), Serbia y Montenegro |
| 4  | Dinamarca       | Irlanda, Noruega, Países Bajos, Suecia                                         |
| 4  | Moldavia        | Rumania, Rusia, Turquía, Ucrania                                               |
| 3  | Israel          | Andorra, Bielorrusia, Mónaco                                                   |
| 3  | Noruega         | Dinamarca, Finlandia, Islandia                                                 |
| 3  | Portugal        | Alemania, Francia, Suiza                                                       |
| 2  | Letonia         | Lituania, Malta                                                                |
| 2  | Macedonia (ARY) | Albania, Croacia                                                               |
| 1  | Bélgica         | Portugal                                                                       |
| 1  | Bielorrusia     | Bulgaria                                                                       |
| 1  | Estonia         | Letonia                                                                        |
| 1  | Hungría         | Polonia                                                                        |
| 1  | Irlanda         | Reino Unido                                                                    |
| 1  | Países Bajos    | Bélgica                                                                        |
| 1  | Suiza           | Estonia                                                                        |

## Controversias

### Retirada del Líbano
A finales de 2004, Líbano anunció su debut para esta edición del Festival a través de la cadena Télé Liban, con la canción "Quand tout s'enfuit" (en español: Cuando todo se escapa) de Aline Lahoud, favorita junto con Grecia para ganar el certamen. Sin embargo, el 15 de diciembre de 2004, Télé-Liban anunciaba su retirada del certamen debido a dificultades económicas, negando que fuese por problemas diplomáticos con Israel. A pesar de ello, cinco días después, la UER alcanzó un acuerdo con la cadena y el país fue puesto en la lista oficial de participantes.
Posteriormente, a inicios de marzo de 2005, la web libanesa del Festival de Eurovisión omitió la entrada israelí en la lista de participantes. Luego de que la UER exigiera a Télé-Liban resolver el asunto en 24 horas o enfrentaría la eliminación, el sitio optó por eliminar toda la información sobre los participantes, reemplazándolo con un enlace a Eurovision.tv, el sitio oficial del festival.
Posteriormente, la UER pidió a Télé-Liban que asegurara que emitiría el certamen en su totalidad, incluyendo la participación israelí. La cadena libanesa respondió que no podía garantizar ese requerimiento, por lo que el 18 de marzo de 2005, el país anunció nuevamente su retiro del certamen. La legislación libanesa prohíbe mostrar contenido relacionado con Israel por televisión, anuncio que replicó la televisora a través de su página web. Debido a que el Líbano había optado por retirarse tres meses después del plazo establecido, el país finalmente tuvo que pagar de todos modos su cuota de participación y una penalización, siendo además vetado del festival por un período de tres años.